# Order Partyzancka Gwiazda (Albania)
Order Partyzancka Gwiazda (alb. Urdhëri Ylli Partisan) – albańskie odznaczenie wojskowe za zasługi w okresie II wojny światowej.

## Historia
Order został ustanowiony 9 czerwca 1945 roku przez rząd Ludowej Republiki Albanii dla nagrodzenia uczestników walki z włoskim i niemieckim okupantem w latach 1940 – 1945, w szczególności w szeregach Armii Narodowowyzwoleńczej (alb. Ushtria Nacional Çlirimtare).
Sam order nawiązywał do podobnego orderu ustanowionego w 1943 roku w Jugosławii i miał bardzo podobne wygląd i zasady nadawania.
W 1991 roku w związku ze zmianami ustrojowymi w Albanii, order nie został wprowadzony do listy odznaczeń państwowych Albanii.

## Zasady nadawania
Order posiadał trzy klasy i był nadawany uczestnikom walk z okupantem włoskim i niemieckim na terenie Albanii i Jugosławii w szeregach albańskich oddziałów partyzanckich oraz regularnych oddziałów wchodzących w skład Armii Narodowowyzwoleńczej.
Orderem nagradzano głównie dowódców i oficerów za wybitne zasługi i osobiste męstwo oraz dowodzenie i organizowanie oddziałów w latach 1940–1945. Odznaczenie było nadawane w latach 1945–1991; w tym czasie łącznie nadano ich 246, w tym: 
- klasy I   - 52
- klasy II  – 98
- klasy III – 96

## Opis odznaki
Odznaka odznaczenia jest pięcioramienna gwiazda pokryta czerwoną emalią umieszczona na dwóch splecionych na dole liściach wawrzynu. 
Order klasy I wykonany jest ze złota, kl. II ze srebra a kl. III z brązu. Oprócz emaliowanej gwiazdy, kolor odznaczenia jest w barwach metalu z którego został wykonany. 
Na rewersie umieszczone jest mocowanie odznaczenia w postaci śruby z nakrętką. 
Order zawieszony był bezpośrednio na mundurze, przy czym ustanowiono baretkę do tego odznaczenia do noszenia wraz z innymi baretkami w kolorze pomarańczowym na którym umieszczono paski w kolorze czerwonym, jeden dla kl. I, dwa dla kl. II i trzy dla klasy III.